# 4874 Burke
4874 Burke је астероид главног астероидног појаса. Приближан пречник астероида је 18,50 ,
а средња удаљеност астероида од Сунца износи 2,602 астрономских јединица (АЈ).
Инклинација (нагиб) орбите у односу на раван еклиптике је 14,670 степени, а орбитални период износи 1533,155 дана (4,197 године). Ексцентрицитет орбите астероида износи 0,124.
Апсолутна магнитуда астероида износи 12,00 а геометријски албедо 0,081.
Астероид је откривен 12. јануара 1991. године.